# Pickles (gos)
Pickles va ser un cèlebre gos anglès que va trobar en un matoll del sud de Londres el trofeu de la Copa Mundial de Futbol de 1966, que havia estat misteriosament robat abans del començament del certamen.
Com a recompensa, se li va permetre llepar els plats després del banquet inaugural. El seu propietari va recollir un premi de 6000 £ (basat en l'augment dels ingressos mitjans, això seria al voltant de 169.000 £ el 2009). El lladre mai va ser atrapat. La sospita de la participació es va unir breument al gos i el seu amo.
Lamentablement, Pickles va morir temps després, el 1967, escanyat amb el seu propi collaret, mentre perseguia un gat.
Una versió televisiva de la història va ser produïda el 2006, per la cadena anglesa ITV, anomenada Pickles, el gos que va guanyar la Copa del Món.